# Rejon czeriemisinowski
Rejon czeriemisinowski (ros. Черемисиновский район) – jednostka administracyjna wchodząca w skład obwodu kurskiego w Rosji.
Centrum administracyjnym rejonu jest osiedle typu miejskiego Czeriemisinowo.

## Geografia
Rejon położony jest na Wyżynie Środkoworosyjskiej, a jej powierzchnia wynosi 813,02 km², co stanowi 2,7 proc. całego obwodu.
Graniczy z rejonami: szczigrowskim, sowietskim, timskim oraz z obwodem orłowskim.
Główne rzeki to: Tim, Kosorża, Szczigor. W dolinach rzecznych występują bagna, ale ich łączna powierzchnia jest niewielka – 262 ha.
Gleby to głównie czarnoziemy (85,4 proc. całego rejonu).

## Historia
Rejon powstał w roku 1928 z części ówczesnego ujezdu szczigrowskiego guberni kurskiej, a w 1934 wszedł w skład nowo utworzonego obwodu kurskiego. W 1963 rejon został zlikwidowany i włączony do rejonu szczigrowskiego, ale w 1967 przywrócono go.

## Demografia
W 2018 rejon zamieszkiwało 8995 mieszkańców, w tym 3328 na terenach miejskich.

## Miejscowości
W skład rejonu wchodzi: 1 osiedle typu miejskiego, 14 sielsowietów i 98 wiejskich miejscowości.